# Syntesgas
Syntesgas (även kallat syngas) är i sin bredast bemärkelse en gas som används för en kemisk syntes. Oftast betecknar dock syntesgas en blandning av gaserna kolmonoxid och vätgas, ofta innehållande mindre mängder av andra gaser.
Syntesgas används i mycket stor omfattning i kemisk industri. Nästan all ammoniak och metanol i världen framställs ur syntesgas. Världsproduktionen av ammoniak och metanol är vardera drygt 100 miljoner ton per år. Ammoniak används främst för framställning av urea, som i sin tur används i konstgödsel. Metanol används främst för produktion av formaldehyd och ättiksyra, men även många andra kemiska råvaror. 
Även syntetiska kolväten som produceras med Fischer-Tropsch-processen framställs ur syntesgas, liksom all industriellt producerad väteperoxid. Många viktiga petrokemikalier framställs genom en oxo-syntes där olefiner (alkener) reagerar med syntesgas.
Syntesgas i sin tur framställs främst ur naturgas (metan) genom katalytisk reformering. Metan (CH4) matas in i en trycksatt reaktor tillsammans med ånga (H2O) och syrgas (O2). Metanet omvandlas då till CO, H2 och CO2. Koldioxid (CO2) avskiljs sedan.
Syntesgas kan också framställas ur fasta energiråvaror som stenkol och trä/ved via termisk förgasning med ånga och syrgas (O2). Också tjockolja används som energiråvara för framställning av syntesgas.
Syntesgas framställd ur naturgas och luft används vid produktionen av ammoniak (NH3). I ett följande steg omvandlas all kolmonoxid (CO) till CO2 med ånga. Sedan avskiljs all CO2. Då återstår gaserna N2, H2 och ånga. Ångan kondenseras ut till vatten. Gaserna torkas och förs in i en reaktor som producerar ammoniak ur gaserna N2 och H2. Ammoniak används sedan som råvara till produktionen av salpetersyra (HNO3). Ammoniak + salpetersyra blir ammoniumnitrat, som ingår i konstgödsel. Även urea (NH2-C=O-NH2) produceras ur ammoniak och CO2, och ingår i konstgödsel.
Syntesgas där CO reagerar med ånga (H2O) till CO2 och H2, och CO2 sedan avskiljs, ger ren vätgas(H2). Vätgas används som råvara vid oljeraffinering vid framställning av till exempel bensin och dieselolja med låg svavelhalt. Vätgas är även råvara vid produktion av väteperoxid (H2O2). Den mesta väteperoxiden i Sverige används för blekning av pappersmassa.